# Parabopyrella barnardi
Parabopyrella barnardi är en kräftdjursart som först beskrevs av Hugo Frederik Nierstrasz och Brender à Brandis.  Parabopyrella barnardi ingår i släktet Parabopyrella och familjen Bopyridae.

## Underarter
Arten delas in i följande underarter:
- P. b. australiensis
- P. b. barnardi